# 19156 Heco
19156 Heco este un asteroid din centura principală de asteroizi.

## Descriere
19156 Heco este un asteroid din centura principală de asteroizi. A fost descoperit pe 20 septembrie 1990 la Geisei de Tsutomu Seki. Asteroidul prezintă o orbită caracterizată de o semiaxă mare de 2,70 ua, o excentricitate de 0,01 și o înclinație de 1,2° în raport cu ecliptica.